# Inongo
Inongo  er hovedstaden i provinsen Mai-Ndombe i den vestlige del af Den Demokratiske Republik Congo.
Ifølge en beregning fra 2010 er befolkningen i Inongo 46.657.. Ved byen ligger Inongo Airport.